# Grand Prix USA Západ 1982
Grand Prix USA Západ 1982 (oficiálně Toyota Grand Prix of Long Beach) se jela na okruhu Grand Prix of Long Beach v Long Beach v Kalifornii ve Spojených státech amerických dne 4. dubna 1982. Závod byl třetím v pořadí v sezóně 1982 šampionátu Formule 1.

## Závod
| Poř.   | No. | Jezdec             | Konstruktér     | Počet kol | Čas/Odstoupení        | Pořadí na startu | Body |
| ------ | --- | ------------------ | --------------- | --------- | --------------------- | ---------------- | ---- |
| 1      | 8   | Niki Lauda         | McLaren-Ford    | 75        | 1:58:25.318           | 2                | 9    |
| 2      | 6   | Keke Rosberg       | Williams-Ford   | 75        | + 14.660              | 8                | 6    |
| 3      | 2   | Riccardo Patrese   | Brabham-Ford    | 75        | + 1:19.143            | 18               | 4    |
| 4      | 3   | Michele Alboreto   | Tyrrell-Ford    | 75        | + 1:20.947            | 12               | 3    |
| 5      | 11  | Elio de Angelis    | Lotus-Ford      | 74        | + 1 kolo              | 16               | 2    |
| 6      | 7   | John Watson        | McLaren-Ford    | 74        | + 1 kolo              | 11               | 1    |
| 7      | 12  | Nigel Mansell      | Lotus-Ford      | 73        | + 2 kola              | 17               |      |
| 8      | 17  | Jochen Mass        | March-Ford      | 73        | + 2 kola              | 21               |      |
| 9      | 18  | Raul Boesel        | March-Ford      | 70        | + 5 kol               | 23               |      |
| 10     | 4   | Slim Borgudd       | Tyrrell-Ford    | 68        | + 7 kol               | 24               |      |
| DSQ    | 27  | Gilles Villeneuve  | Ferrari         | 75        | Ilegální zadní křídlo | 7                |      |
| Ret    | 25  | Eddie Cheever      | Ligier-Matra    | 59        | Převodovka            | 13               |      |
| Ret    | 22  | Andrea de Cesaris  | Alfa Romeo      | 33        | Smyk                  | 1                |      |
| Ret    | 29  | Brian Henton       | Arrows-Ford     | 32        | Smyk                  | 20               |      |
| Ret    | 14  | Roberto Guerrero   | Ensign-Ford     | 27        | Smyk                  | 19               |      |
| Ret    | 26  | Jacques Laffite    | Ligier-Matra    | 26        | Smyk                  | 15               |      |
| Ret    | 31  | Jean-Pierre Jarier | Osella-Ford     | 26        | Řazení                | 10               |      |
| Ret    | 1   | Nelson Piquet      | Brabham-Ford    | 25        | Smyk                  | 6                |      |
| Ret    | 33  | Derek Daly         | Theodore-Ford   | 23        | Smyk                  | 22               |      |
| Ret    | 5   | Mario Andretti     | Williams-Ford   | 19        | Kolize                | 14               |      |
| Ret    | 15  | Alain Prost        | Renault         | 10        | Smyk                  | 4                |      |
| Ret    | 28  | Didier Pironi      | Ferrari         | 6         | Smyk                  | 9                |      |
| Ret    | 16  | René Arnoux        | Renault         | 5         | Kolize                | 3                |      |
| Ret    | 23  | Bruno Giacomelli   | Alfa Romeo      | 5         | Kolize                | 5                |      |
| Ret    | 10  | Eliseo Salazar     | ATS-Ford        | 3         | Kolize                | 26               |      |
| Ret    | 9   | Manfred Winkelhock | ATS-Ford        | 1         | Kolize                | 25               |      |
| DNQ    | 36  | Teo Fabi           | Toleman-Hart    |           |                       |                  |      |
| DNQ    | 32  | Riccardo Paletti   | Osella-Ford     |           |                       |                  |      |
| DNQ    | 20  | Chico Serra        | Fittipaldi-Ford |           |                       |                  |      |
| DNQ    | 30  | Mauro Baldi        | Arrows-Ford     |           |                       |                  |      |
| DNPQ   | 35  | Derek Warwick      | Toleman-Hart    |           |                       |                  |      |
| Zdroj: |     |                    |                 |           |                       |                  |      |

## Průběžné pořadí po závodě
Pohár jezdců
| Pořadí | Jezdec           | Body |
| ------ | ---------------- | ---- |
| 1      | Alain Prost      | 18   |
| 2      | Niki Lauda       | 12   |
| 3      | Keke Rosberg     | 8    |
| 4      | John Watson      | 8    |
| 5      | Carlos Reutemann | 6    |
| Zdroj: |                  |      |

Pohár konstruktérů
| Pořadí | Konstruktér   | Body |
| ------ | ------------- | ---- |
| 1      | Renault       | 22   |
| 2      | McLaren-Ford  | 20   |
| 3      | Williams-Ford | 14   |
| 4      | Lotus-Ford    | 6    |
| 5      | Tyrrell-Ford  | 6    |
| Zdroj: |               |      |